# Google Shopping
Google Shopping, antigo Google Product Search, Google Products e Froogle, é um serviço Google inventado por Craig Nevill-Manning, que permite aos usuários procurarem por produtos em sites de compras online e comparar os preços entre os diferentes fornecedores.
Originalmente, o serviço listava os preços submetidos pelos comerciantes; e foi monetizado pelo Google Ads, fazendo anúncios como outros serviços do Google. Porém, em maio de 2012, o Google anunciou que o serviço (do qual também foi imediatamente renomeado para Google Shopping) iria mudar no final de 2012 para um modelo pago, onde os comerciantes teriam que pagar à companhia para poder listar seus produtos no serviço.

## História
Criado por Craig Nevill-Manning e lançado em dezembro de 2002, Froogle era diferente da maioria dos serviços de comparação de preços, pois usava o rastreador web do Google para indexar dados de produtos em websites de comerciantes ao invés de usar uma submissão paga. Assim como Google Search, Froogle foi monetizado usando a plataforma de propaganda AdWords do Google.
Com a sua mudança de identidade para Google Product Search, o serviço foi modificado para enfatizar a integração com o Google Search; e a listagem do serviço agora aparece junto com os resultados das buscas.

## Nomeação
Google Shopping era originalmente conhecido como Froogle, um trocadilho com o termo "frugal". Em 18 de abril de 2007, o produto foi renomeado para Google Product Search; mas o nome foi descartado devido à preocupação de internacionalização; pessoas não entendendo o trocadilho ou não entendendo sobre o que era o serviço; e preocupações relacionadas à ação judicial de violação de marca registrada feita pelo site competidor Froogles. Em 31 de maio de 2012, o produto foi renomeado para Google Shopping. A URL "froogle.com" ainda existe como um redirecionamento para o site do Google Shopping(US).

## Países
Google Shopping está atualmente disponível em:
- Estados Unidos;
- Reino Unido;
- Alemanha;
- França;
- Japão;
- Itália;
- Espanha;
- Holanda;
- Brasil;
- Austrália;
- Suíça;
- Áustria;
- Bélgica;
- Dinamarca;
- México;
- Noruega;
- Polônia;
- Portugal;
- Suécia;
- Turquia;
- República Checa;
- Canadá;
- Índia;
- Rússia.